# Jung Chae-yeon
Jung Chae Yeon (en hangul, 정채연; en hanja, 鄭彩娟; Suncheon, 1 de diciembre de 1997), más conocida por su nombre monónimo Chaeyeon (en hangul, 채연), es una cantante y actriz surcoreana. Fue miembro del grupo femenino DIA. También fue parte de I.O.I, tras haber terminado en el séptimo lugar del programa Produce 101.

## Primeros años
Chaeyeon nació el 1 de diciembre de 1997 en Suncheon, Corea del Sur. Asistió a la Escuela de Artes Escénicas de Seúl desde 2013 a 2016 con su compañera de DIA, Ahn Eun Jin. El 4 de febrero de 2016, se graduó de SOPA.

## Carrera

### Predebut
Jung fue aprendiz de MBK Entertainment durante ocho meses. Antes de su debut oficial, apareció en el vídeo musical de Elsie y K.Will «I'm Good».

### 2015: Debut
En enero de 2015, MBK Entertainment anunció sus planes para debutar con un nuevo grupo de chicas, originalmente con una estrategia para que los posibles candidatos compitan en un programa de supervivencia. Una vez que la idea fue desechada, sin embargo, la compañía decidió seleccionar a sus miembros internamente y la alineación final fue revelada con siete miembros, incluyendo Seunghee, Cathy, Eunice, Jenny, Yebin, Eunjin y Chaeyeon.
DIA lanzó su álbum debut, Do It Amazing el 14 de septiembre de 2015 con el sencillo «Somehow». Su primera aparición pública oficial fue el mismo día en que el grupo realizó un escaparate en Ilchi Art Hall de Seúl. Hicieron su debut oficial en M! Countdown el 17 de septiembre de 2015.

### 2016:Produce 101, debut actoral y popularidad
En diciembre de 2015, MBK Entertainment anunció que Jung se retiró temporalmente del grupo para unirse al programa de supervivencia Produce 101, en el que había audicionado y firmado contratos con antes de que DIA debutara oficialmente. Terminó el séptimo lugar con 215 338 votos, debutando en el grupo I.O.I en mayo de 2016. Una semana después del lanzamiento del EP debut, Chrysalis, MBK Entertainment confirmó que Jung volvería a DIA para su próximo regreso en junio de 2016. YMC Entertainment reveló que también estaría ausente de las promociones de la subunidad de I.O.I. Su casting en Drinking Solo de tvN fue confirmado el 30 de junio de 2016.
El segundo EP de DIA, Spell fue lanzado el 13 de septiembre de 2016 con el sencillo principal «Mr. Potter». Del 18 al 24 de septiembre de 2016, se notó el trabajo de televisión de Chaeyeon, empezando con transmisiones bimensuales de Drinking Solo (19-20 de septiembre). Su aparición en Hit the Stage con Eunjin, miembro de DIA, salió al aire el 21 de septiembre de 2016, y el estreno de la serie de variedades Go Go with Mr. Paik salió al aire el 23 de septiembre de 2016 con Onew de SHINee como invitado. Un escritor de Daily Sports notó que el rostro de Jung estaba en todos lados todos los días. Ella fue revelada como la nueva cara de la marca de joyería Lamucha esa misma semana, firmando un contrato de un año de 200 millones de wons.
Jung se reingresó a I.O.I para su segundo ciclo promocional como un grupo completo, lanzando Miss Me? el 17 de octubre de 2016 con el sencillo principal «Very Very Very». La emisión del 21 de octubre de 2016 de Music Bank marcó un incidente en el que debido a conflictos de programación, se presentó dos veces en el programa; una vez con DIA interpretando «Mr. Potter», y de nuevo con I.O.I.
En diciembre de 2016, Jung participó en el drama de ciencia ficción 109 Strange Things, coprotagonizada por Choi Tae Joon. Ella interpreta el papel de una estudiante de filosofía Shin Ki Won cuya familia toma el KDI-109, un robot del futuro. El drama se transmitirá en Naver TV Cast a principios de 2017, con seis episodios. Ella comenzó a modelar para Jill Stuart Nueva York en enero de 2017.

### 2017–2023
En 2017, Jung actuó en el drama romántico fantástico de la SBS Reunited Worlds, actuando como la versión más joven del personaje de Lee Yeon-hee. También actuó en un drama web de ciencia ficción"I Am", interpretando a un robot androide.
En 2018, Jung apareció en el drama de fin de semana de KBS Marry Me Now, actuando como la versión más joven del personaje de Jang Mi-hee. También actuó en su primera película, que fue estrenada en febrero de 2018. Ese mismo mes, Jung fue anunciada como la nueva protagonista del programa música Inkigayo de la SBS. Jung fue elegida para el drama musical To. Jenny de la BKS, su primer papel protagonista en televisión.
Jung actuó en el drama romántico juvenil de Netflix My First First Love durante dos temporadas.
En 2022 se unió al elenco principal de la serie Golden Spoon.

## Filmografía

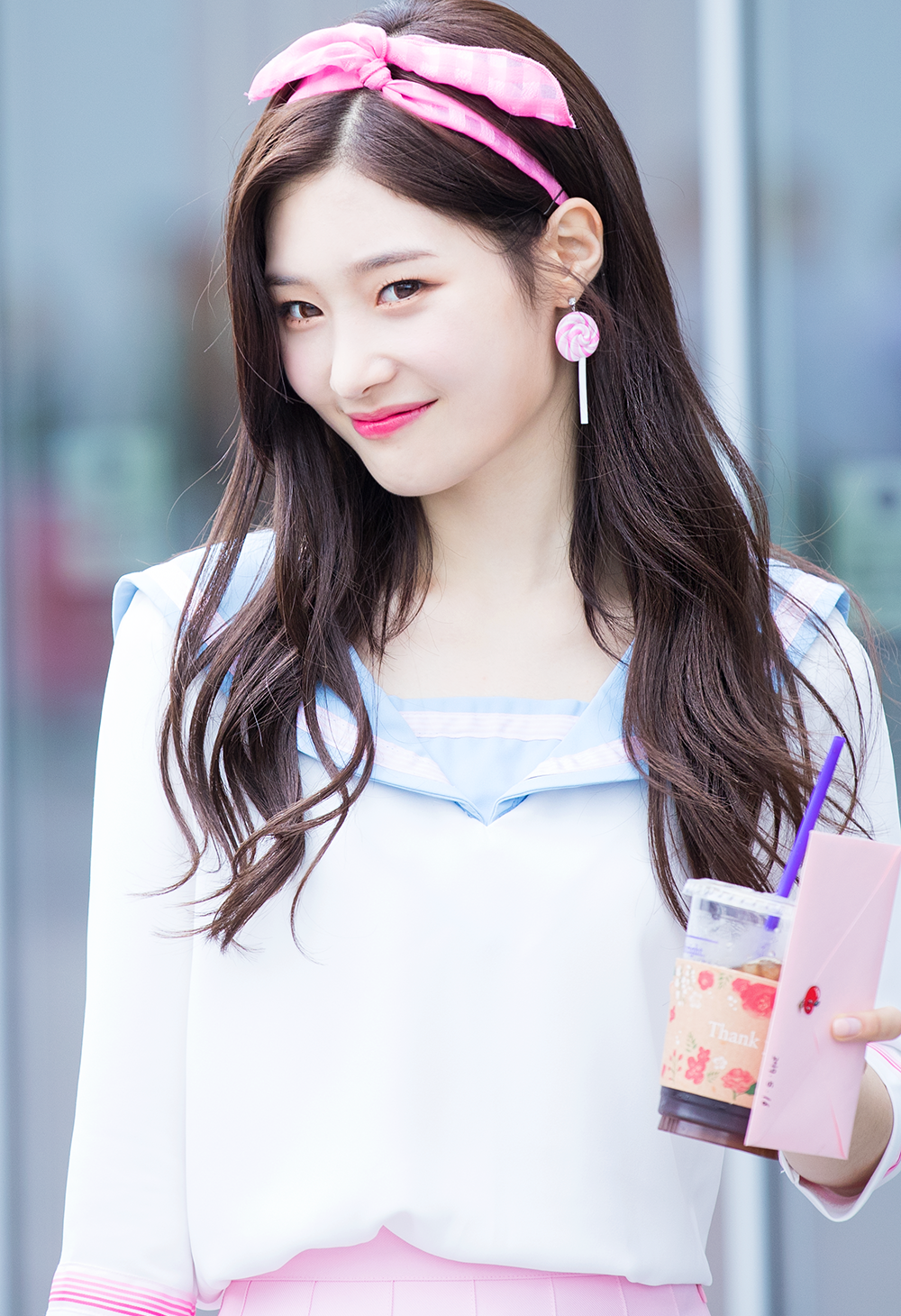
Chaeyeon en mayo de 2017.

### Dramas
| Año  | Título                        | Cadena               | Papel                  | Notas              | Ref.          |
| ---- | ----------------------------- | -------------------- | ---------------------- | ------------------ | ------------- |
| 2015 | Sweet Temptation              | Naver TV Cast        | Ah Mi                  | ─                  |               |
| 2016 | Drinking Solo                 | tvN                  | Jung Chae Yeon         | Reparto secundario |               |
| 2017 | 109 Strange Things            | Naver TV Cast        | Shin Ki Won            | Protagonista       |               |
| 2017 | I am...                       | Naver TV Cast        | Annie                  | Protagonista       |               |
| 2017 | Reunited Worlds               | SBS                  | Jung Jung-won (joven)  | Reparto secundario |               |
| 2018 | Marry Me Now                  | KBS2                 | Lee Mi-yeon (de joven) |                    |               |
| 2018 | Love Pub                      | Naver TV Cast, vLive | Aya                    | Reparto secundario |               |
| 2018 | To. Jenny                     | KBS2                 | Kwon Na-ra, "Jenny"    | Protagonista       |               |
| 2019 | Because It’s My First Love    | Netflix              | Han Song-i             | Protagonista       |               |
| 2021 | El afecto del rey             | KBS2                 | Noh Ha-kyung           | Reparto secundario | [ 32 ]        |
| 2022 | Golden Spoon                  | MBC                  | Na Joo-hee             | Protagonista       |               |
| 2024 | Familia por elección          | JTBC                 | Yeon Joo-won           | Protagonista       | [ 33 ] [ 34 ] |
| 2025 | El sinuoso camino del derecho | JTBC                 | Kang Hyo-min           | Protagonista       | [ 35 ] [ 36 ] |

### Películas
| Año  | Título                 | Notas    |
| ---- | ---------------------- | -------- |
| 2018 | Live Again, Love Again | Yoon Hee |

### Programas de telerrealidad
| Año  | Título         | Cadena     | Notas                     |
| ---- | -------------- | ---------- | ------------------------- |
| 2015 | DIA Daily      | Afreeca TV | Temporada 1 y temporada 2 |
| 2016 | Go Go Mr.Paik! | tvN        | Miembro regular           |
| 2016 | Produce 101    | Mnet       | Concursante               |
| 2016 | Standby I.O.I  | Mnet       | Primer programa de I.O.I  |
| 2017 | DIA YOLO Trip  | OnStyle    | Primer programa de DIA    |

### Programas de variedades
| Año  | Título                         | Cadena        | Notas                                     |
| ---- | ------------------------------ | ------------- | ----------------------------------------- |
| 2015 | Show Me The Money              | Mnet          | Competidora                               |
| 2015 | 100 People, 100 Songs          | JTBC          | Competidora                               |
| 2015 | Hidden Singer                  | JTBC          | Competidora                               |
| 2016 | Eat Sleep Eat                  | tvN           | Elenco regular                            |
| 2016 | Life Bar                       | tvN           | Invitada                                  |
| 2016 | Hello Counselor                | KBS2          | Invitada, Ep. 323, 339                    |
| 2017 | Lipstick Prince                | OnStyle       | Invitada - junto a Huihyeon - (ep. #2.10) |
| 2018 | My Brain-fficial               | Naver TV Cast | invitada (ep. #4)                         |
| 2018 | Law of the Jungle in Patagonia | SBS           | miembro (ep. #302-305)                    |

### Presentadora
| Año         | Título                         | Cadena | Notas                                       |
| ----------- | ------------------------------ | ------ | ------------------------------------------- |
| 2016        | Battle Trip                    | KBS2   | Presentadora invitada (ep. #65-67)          |
| 2018 - 2019 | Inkigayo                       | SBS    | Copresentadora - junto a Mingyu y Song Kang |
| 2019        | Under 19 Debut Group Broadcast | V Live | Presentadora especial (1 episodio)          |

## Premios y nominaciones
| Año  | Categoría          | Premio                       | Trabajo nominado     | Resultado |
| ---- | ------------------ | ---------------------------- | -------------------- | --------- |
| 2017 | Mejor nueva actriz | SBS Drama Award              | Reunited Worlds      | Nominada  |
| 2018 | Mejor nueva actriz | 2018 Grimae Award            | to.Jenny             | Ganadora  |
| 2021 | Mejor nueva actriz | KBS Drama Award              | The King's Affection | Nominada  |
| 2022 | Actriz Idol        | 2022 Korea First Brand Award |                      | Ganadora  |